# Stephan Rabitsch
Stephan Rabitsch (Klagenfurt, 28 juni 1991) is een Oostenrijks voormalig wielrenner die tot 2021 reed voor Team Felbermayr Simplon Wels.

## Carrière
In 2011 behaalde Rabitsch zijn eerste UCI-overwinning door de eerste etappe van de Sibiu Cycling Tour op zijn naam te schrijven. Een jaar later won hij met zijn ploeg de openingsploegentijdrit in de Ronde van Szeklerland.
In 2016 won Rabitsch de vierde etappe in de Ronde van Slowakije door Liam Holohan te verslaan in een sprint-à-deux. Een week later won hij het eindklassement van de Ronde van Opper-Oostenrijk. Een jaar later won hij wederom de Ronde van Opper-Oostenrijk, nadat hij na de openingstijdrit te winnen zijn leiderstrui niet meer afstond. In 2018 behaalde hij voor de derde keer de eindoverwinning in de Ronde van Opper-Oostenrijk, waarmee hij recordwinnaar is.

## Overwinningen
2011
1e etappe Sibiu Cycling Tour
2012
1e etappe Ronde van Szeklerland (ploegentijdrit)
2016
4e etappe Ronde van Slowakije
Eindklassement Ronde van Opper-Oostenrijk
2017
Bergklassement Flèche du Sud
1e etappe Ronde van Opper-Oostenrijk
Eindklassement Ronde van Opper-Oostenrijk
2018
3e etappe Ronde van Rhône-Alpes Isère
Eindklassement Ronde van Rhône-Alpes Isère
2e etappe Paris-Arras Tour
Eindklassement Paris-Arras Tour
1e en 3e etappe Ronde van Opper-Oostenrijk
Eindklassement Ronde van Opper-Oostenrijk

## Ploegen
- 2010 –  Arbö Gourmetfein Wels
- 2011 –  RC Arbö Gourmetfein Wels
- 2012 –  RC Arbö Wels Gourmetfein
- 2013 –  Team Gourmetfein Simplon
- 2014 –  Amplatz-BMC
- 2015 –  Team Felbermayr Simplon Wels
- 2016 –  Team Felbermayr Simplon Wels
- 2017 –  Team Felbermayr Simplon Wels
- 2018 –  Team Felbermayr Simplon Wels
- 2019 –  Team Felbermayr Simplon Wels
- 2020 –  Team Felbermayr Simplon Wels
- 2021 –  Team Felbermayr Simplon Wels

Biedermann · Gogl · Golčer · Großschartner · Grünwalder · Huber · Illenberger · Krizek · Kvasina · Marin · Mühlberger · Rabitsch · Schinnagel · Schöffmann · Zeller
Eibegger · Fortin · Kierner · Krizek · Lehner · Mangertseder · Neuhauser · Rabitsch · Schlemmer · Zoidl